# Parti démocrate centriste
Pour les articles homonymes, voir PDC.
Le Parti démocrate centriste (PDC) est un parti politique rwandais.

## Histoire
Le parti est nommé « Parti démocrate chrétien » en 1991 par Jean-Népomuscène Nayinzira. Il rejoint le gouvernement en décembre 1991 et il lui est confié un seul poste de ministre.
Lors des élections présidentielles d'août 2003, le parti a été disqualifié après un problème constitutionnel sur les partis religieux. Le parti est alors renommé en Parti démocrate centriste pour les élections législatives de 2003, dans lequel il s'allie avec le Front patriotique rwandais (FPR), et gagnent 3 sièges sur 80. Le secrétaire général Alfred Mukezamfura est élu comme président de la chambre des députés.
Le parti continue sa coalition avec le FPR pour les élections législatives de 2008, mais ils n'ont gagné que 1 siège. En 2009, Agnès Mukabaranga est élue secrétaire générale du parti.